# Seelöwe hadművelet
Az „Oroszlánfóka” hadművelet (németül Unternehmen Seelöwe) a Harmadik Birodalom Nagy-Britannia megszállásáról szóló terve volt a második világháborúban, 1940 tavaszán. Több részműveletből és előkészítő műveletből állt, indításának időpontját előreláthatólag 1940. szeptember 15-re, majd későbbre tűzték ki.
A sikeres májusi Fall Gelbet, a júniusi dunkerque-i csatát, és a kiürítést követően a német vezetés úgy gondolta, hogy a nyugati háborút megnyerte. Azonban a béketárgyalásokat Nagy-Britannia elutasította, ezért a német szárazföldi haderő legfelsőbb parancsnoksága (Oberkommando des Heeres, OKH) elkezdte elkészíteni a sziget bevételének terveit. Mivel a brit expedíciós haderő és a velük együtt elmenekült francia csapatok nehézfegyvereit Franciaországban hagyták, az OKH jogosan gondolta azt, hogy a sziget jóformán védtelen, harckocsikkal és tüzérséggel, valamint a Luftwaffe-val támogatott német inváziós haderő sikereket érhet el a főszigeten, a nyugati frontot végképp befejezettnek tekinthetik, figyelmüket (és haderejüket) a Balkán és Szovjetunió felé fordíthatják. A hadművelet céljának eléréshez azonban több feltételt támasztottak:
- A Brit Királyi Haditengerészetet meg kell semmisíteni, de legalábbis jó ideig harcképtelenné kell tenni főerőit.
- A Brit Királyi Légierőt meg kell semmisíteni, vagy hatókörzetét északi irányban Skócia felé eltolni.
- A brit parti védelmet szét kell rombolni.
- A brit tengeralattjáró-tevékenységet a La Manche-on meg kell szüntetni.

A hadműveleti terv szerint a késő esti, kora hajnali órákban német légi szállítású és légideszant-alakulatok (Fallschirmjäger) érkeztek volna meg Dover és Brighton városokba, biztosítani a kora reggel vízi úton érkező XVI. (XVI. Armee) és a IX. Hadsereg (IX. Armee) inváziós erőinek minél akadálytalanabb partra szállását. A IX. Hadsereg Le Havre térségéből indult volna Ventnor (Wight-sziget), Portsmouth és Brighton felé, a boulogne-i német erők Eastbourne-be, Calais-ból pedig Folkestone-ba érkeztek volna. A XVI. Hadsereg Dunkerque-ből, Oostende-ből és Brugge-ből a doveri-szoroson keresztül Ramsgate térségében szállt volna partra, a Cherbourg-ban állomásozó VI. Hadsereg (VI. Armee) pedig a sík Lyme Regis felé tartott volna. A légi és vízi úton átdobott 9 hadosztálynyi erő körülbelül 67 000 katonát tett ki, műveleti területük Devon–Dorset (VI.), Nyugat-Essex–Southamptonshire (IX.) és Kent (XVI.) megyék partszakaszain kezdődött volna. A brit flotta műveleteit a Kriegsmarine aknazárakkal lassította vagy állította volna meg, miközben felkészülnek a tengeri és légi ellentámadásra. Az aknazárakat aknatelepítő hajókkal és tengeralattjárókkal létesítették volna.
A partszakaszok biztosítása után a VI. és IX. Hadseregek északnak tartottak volna Gloucester felé, a XVI. Hadsereg pedig Maldon felé tör előre, és körülzárták volna Londont. Nagyon valószínű, hogy az ostromot nem kockáztatják meg. A német erők aztán a Gloucester–Oxford–Maldon vonalon, az 52. szélességi körnél, vagy Northampton-tól északra vették volna fel a védelmi állást és várták volna a brit kapitulációt. Partra tettek volna kilenc Einsatzgruppe-t is, amely csoportoknak már ősszel egy 2500 főt tartalmazó ún. fekete könyve volt a politikailag nélkülözhető személyek eltávolítására.
A Luftwaffe inváziós erőit három légiflottába sorolták: a 2. légiflotta (Luftflotte 2) Albert Kesselring, a 3. légiflotta (Luftflotte 3) Hugo Sperrle, a 5. légiflotta (Luftflotte 5) pedig Hans-Jürgen Stumpff tábornokok vezetése alatt állt. A 2. és az 3. Dél-Angliát, az 5. pedig Kelet-Angliát támadta tevőlegesen Norvégiából. A légideszant-műveletekre körülbelül 700 darab Ju 52, és több Fw 200, illetve Ju 90 állt rendelkezésre, valamint 150 db csapatszállító vitorlázórepülő.
A dunkerque-i kiürítés során az evakuált 330 000 katona 2472 löveget, 400 harckocsit, 63 879 gépjárművet és jelentős raktárkészletet hagyott az észak-francia területen, a RAF-nak június 4-én mindössze 36 db Spitfire és Hurricane vadászrepülőgépe volt hadrafogható a Dél-angliai térségben. A Királyi Haditengerészet a kiürítés során 243 hajót vesztett, köztük 6 rombolót és további 19 megrongálódott. A német csapat-összpontosításokkal szemben a brit védelmi erők július 1-jén 760 tábori löveget, 160 páncéltörő ágyút, 200 darabnál is kevesebb közepes és nehéz harckocsit és 300 könnyű, már akkor is elavult harckocsit tudtak kiállítani, a kellő létszámban rendelkezésre álló gyalogsági alakulatok pedig zömében kézi tűzfegyverek nélkül voltak kénytelenek a védelmi vonalak megerősítésébe kezdeni (két főnek jutott volna egy puska). A britek reményét a vadászrepülőgép gyártás felfutása adta: a Keith Park RAF-helyettes vezette 11. Csoport (11 Group) alá (Délkelet-Anglia–Doveri-szoros) június végén már 200 db Spitfire és Hurricane volt beosztva (a RAF össz-mennyisége 600 db volt ekkor), szemben a német 900 egymotoros vadászgéppel. Mindent összevetve a szárazföldi inváziónak komoly esélyei lettek volna. A 2000-es évek elején nyilvánosságra került információk szerint a britek szarvasmarhák elleni vírust is bevetettek volna (biológiai fegyver), így kiéheztetve a német csapatokat (és saját lakosságukat). Bevetésük és sikerük azonban kétséges.
A műveleti tervezésben azonban az Erich Raeder vezette Kriegsmarine teljesítőképességét jelentősen túlbecsülték. A július 10.–augusztus 11. között lezajlott Csatorna-csata ugyan részleges sikereket hozott (a britek nem indítottak el több konvojt a Csatornán), de a brit flottaerőket a Kriegsmarine nem tudta szétzilálni (norvég pozícióikat azonban feladni kényszerültek). Kesselring július 5-én megkezdte a britek déli légvédelmi reakcióinak felmérését, 10-én pedig indultak az első légitámadások. Július 16-án Hitler magasabb riadókészültségi fokozatot rendelt el a térség csapatainak és augusztus 12-én megindította az Adlerangriff hadműveletet: első napját Adlertag-nak, a „Sas napjának” nevezték el. A hadműveletben részt vett az Olasz Légihadtest (Corpo Aereo Italiano) is, azonban ez sem tudta biztosítani a második feltételt. A Hermann Göring vezette Luftwaffe-nek az első négy hétben hatékony támadássorozattal ugyan sikerült a brit légierő eszköz- és ellátásállományát szétrombolni Dél-Angliában. A RAF-nak mindössze annyi bevethető vadászrepülőgépe maradt, amit folyamatosan a levegőben tartottak, több váltás pilótával. Azonban a hírszerzői információk hibás kiértékelése miatt szeptember 7-étől a német légitámadások fő irányait a repülőterekről, hadiipari létesítményekről áthelyezték az angliai városokra. A négy hónapon keresztül tartó angliai csata német részről végül sikertelenül zárult, a nappali támadásokat kis létszámú éjszakai bevetések váltották fel. A RAF közben ismét megerősödött és a Seelöwe hadművelet második feltételének teljesítése is a messzi jövőbe mutatott.
A műveleti tervezők az egyre kedvezőtlenebb feltételekhez igazodva tovább gyűjtötték a partraszálláshoz szükséges inváziós flottát, ami sosem érte el a minimálisan szükséges mértéket. Ez a britek figyelmét sem kerülhette el, a flottacsoportosítások ellen is ádáz küzdelmet folytattak. Végül szeptember 17-én Hitler megbeszélésre hívta Göringet és von Rundstedtet és közölte velük, hogy a hadműveletet felfüggeszti. Göring ígéretet tett a RAF térdre kényszerítésére, azonban látván az egyre erősödő brit légvédelmet, október 13-án Hitler 1941-re, majd a december 18-án kiadott 21. Directivában „határozatlan időre” elhalasztotta a hadművelet végrehajtását.
A hadművelet végrehajtásáról a háború végéig nem tettek le a németek – Hitler egy 1942 őszi gyűlésen Nagy Vilmos honvédelmi miniszternek is megemlítette – azonban a felvázolt feltételek megteremtésére egyre kevesebb lehetőségük volt 1941-től, az Overlord hadművelet pedig végképp megpecsételte a kivitelezés sorsát.
A Sandhursti Királyi Katonai Akadémia 1974-ben szimulálta a hadműveletet, azzal a feltétellel, hogy a Luftwaffe a támadásig nem tudta volna kivívni a korlátlan légi fölényt. A partra szállt és hídfőállást létesített német erőkkel a brit nemzeti gárda és a hadsereg vette volna fel a szárazföldi küzdelmet. A szimuláció szerint a hadműveleti célt elérő német csapatokat végül megadásra késztették volna, mert a kapituláció be nem következése után a Scapa Flow-ból és más brit kikötőkből kiinduló királyi flotta a RAF-fal közösen ellehetetlenítette volna a Csatornán végzett hadianyag szállítást. Az így utánpótlásuktól megfosztott németek előbb-utóbb feladni kényszerültek volna állásaikat, vagy evakuációt kellett volna végrehajtaniuk. Az 1940 késő őszi, kora téli német döntést tehát elméletben igazolták.

### Ajánlott irodalom
- David Lampe: The Last Ditch. Britain's Secret Resistance and the Nazi Invasion Plan. Greenhill Books, MBI Publishing, St Paul, 1968, 2007. ISBN 978-1-85367-730-4

### Külső hivatkozások
- British Invasion Defences
- Dan Cruickshank: The German Threat to Britain in World War Two – bbc.co.uk